# Place Grzybowski
Pour les articles homonymes, voir Grzybowski.
La place Grzybowski est une place de forme triangulaire du quartier de Śródmieście (centre-ville), de la ville de Varsovie, en Pologne, à la jonction des rues Twarda, Bagno, Grzybowska et Królewska.

## Histoire

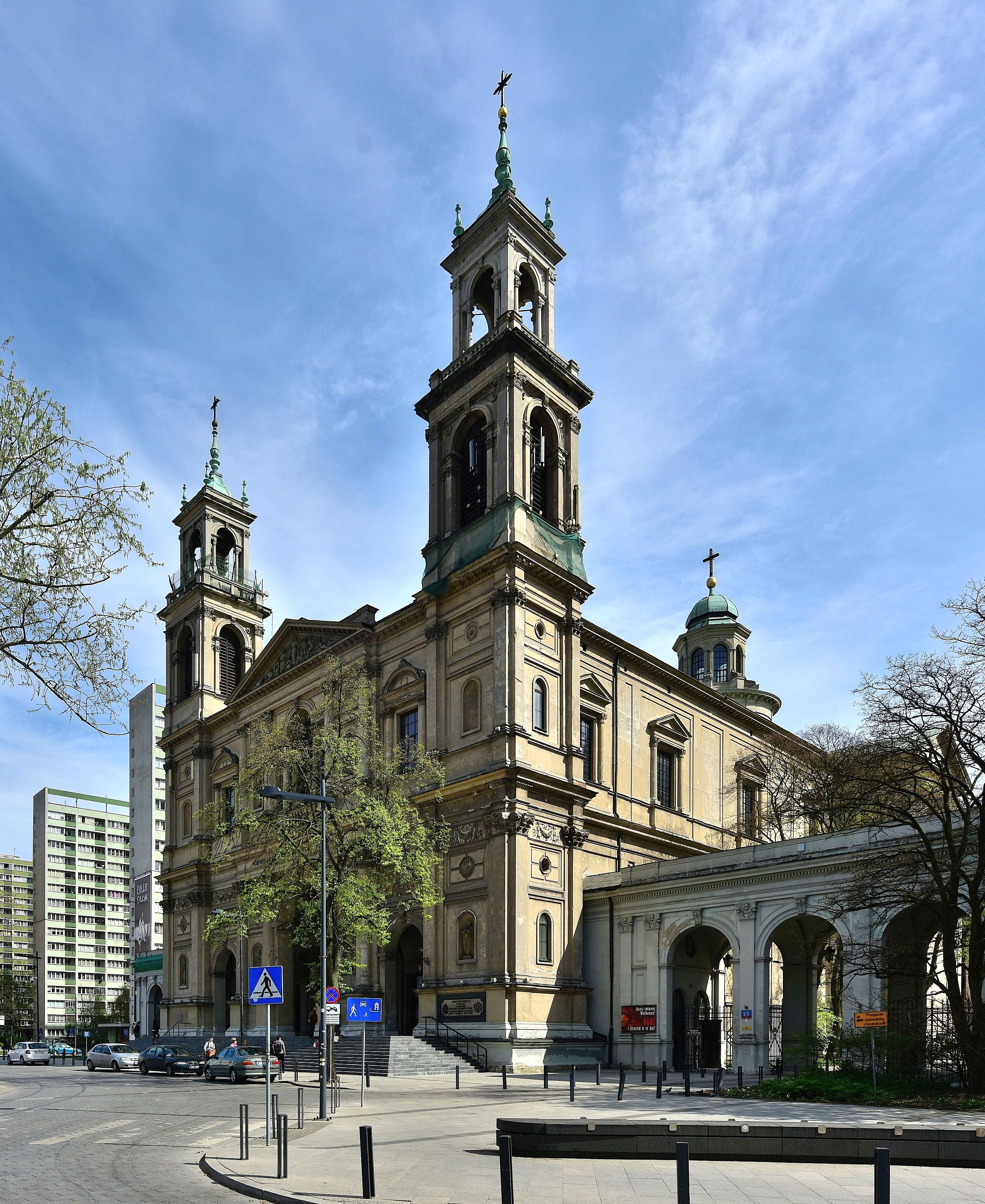
Église de la Toussaint

### DuXVIIeauXIXesiècle

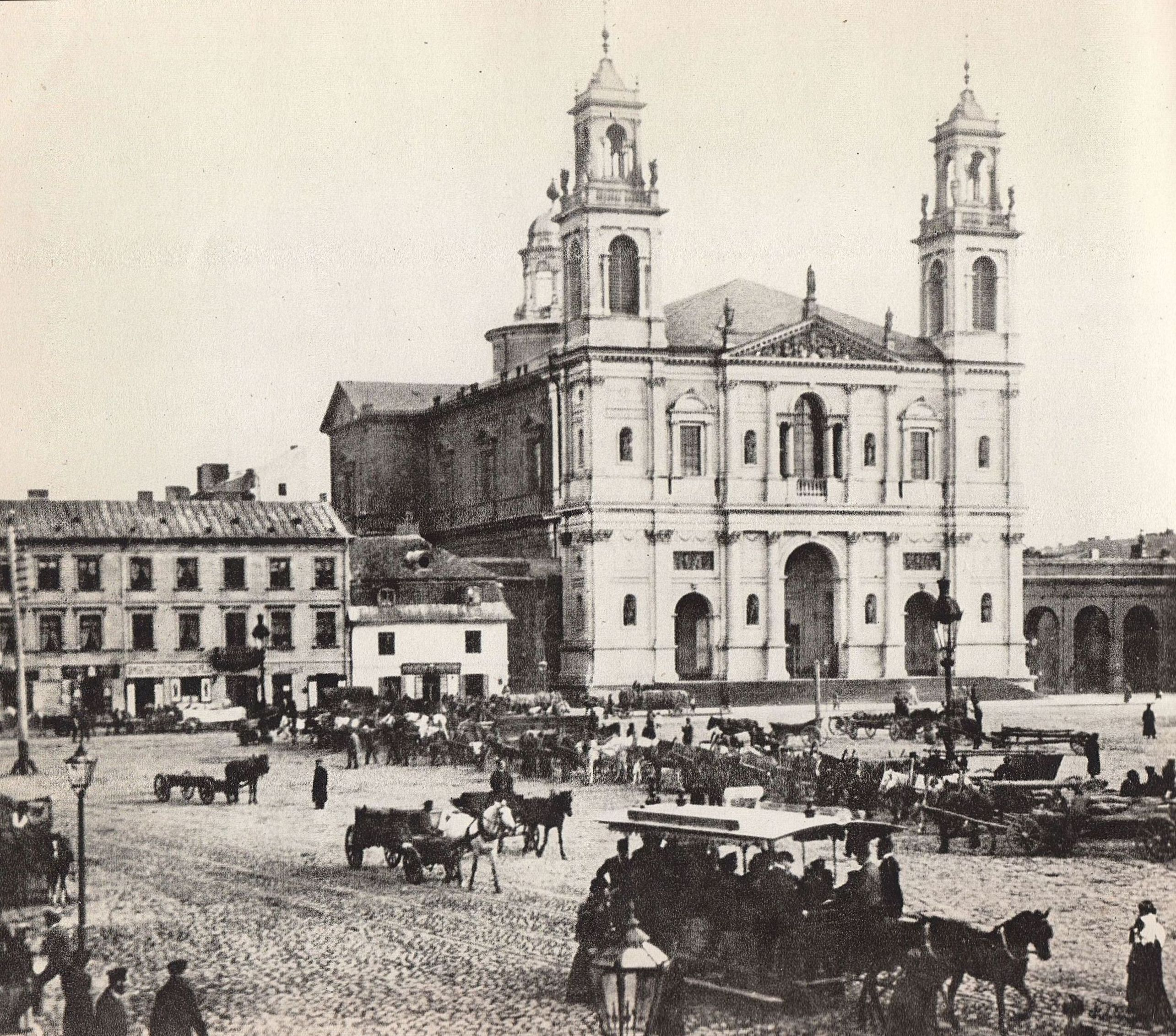
La Place Grzybowski à la fin du XIXe siècle

La place a une histoire qui remonte au début du XVIIe siècle, alors qu'elle se résumait un espace peu aménagé, au carrefour des chemins menant au château de Ujazdów, au village de Służewiec et à la Vieille Ville.
À partir de la moitié du XVIIe siècle, elle devient une place de marché, puis la Jurydyka (forme de cadastre polonais) indique la forme "Grzybów", du nom du dignitaire de la Cour royale du XVIIe siècle le staroste Jan Grzybowski. De 1786 à 1787, un hôtel de ville conçu par Karol Schütz est construit sur le site. En 1791, la place devient partie du territoire de Varsovie.
Le bâtiment de la mairie a abrité une prison de 1809 à 1830. Après la démolition de l'hôtel de ville, le marché des céréales fut créé sur le site : il a fonctionné jusqu'à la fin du XIXe siècle et il s'y tenait également trois foires annuelles. Deux moulins fonctionnaient à proximité, les brasseurs y était nombreux et le négoce de céréales important . À partir de 1815, la place a été modifiée dans un style néoclassique, certains de ses bâtiments étant conçus par des architectes de renom tels que Antonio Corazzi et Frédéric Albert Lessel. Les rues donnant sur la place ont également pris une unité de style néoclassique. À partir de 1830, le marché est appelé "Grzybowski".
Le 29 octobre 1863, lors de l'insurrection de Janvier, les Russes ont exécuté plusieurs insurgés sur la place : Franciszek Trzaska, Górski, Filkiewicz et Chojnacki.
Au cours de cette période, le peuple Juif vivait dans ce quartier et était célèbre pour ses nombreuses petites boutiques proposant des articles de quincaillerie.
La place Grzybowski devient un lieu de rencontre entre les classes ouvrières de l'Ouest de la ville avec la bourgeoisie de Marszałkowska et plus largement du centre ville.
À partir de 1866, une ligne en boucle de tramways à chevaux traverse cette place de Varsovie, remplacée par des autobus à deux étages en 1880 et, après 1908, par un tramway électrique. Un peu plus tôt, en 1855, le nouvel aqueduc de Varsovie, construit et conçu par Henryk Marconi, a traversé la place. L'éclairage électrique est installé sur la place en 1907. En 1897, le marché a été déplacé Place Witkowski (qui n'existe plus) et la place a été pavée de pierres.
L'Entre-deux-guerres n'a pas apporté de changements significatifs à la topographie de cette place.

### Seconde Guerre mondiale
Pendant le Siège de Varsovie en 1939, des bombes et des missiles s'abattent sur la place et dans ses environs. Certaines maisons ont été en partie détruites et ont dû être démolies en 1940.
En novembre 1940, la Place Grzybowski était incluse dans le Ghetto de Varsovie et un mur séparait en son extrémité la zone du côté non-juif. En mars 1941, la superficie Ghetto a été réduite par un mur du côté Est de la place. Après la liquidation du Ghetto, en août 1942, le "petit ghetto" a été fermé et la zone est devenue disponible pour le reste de la population de Varsovie.
Au cours de violents combats de l'Insurrection de Varsovie en 1944, deux immeubles et une église ont été partiellement endommagées. Après l'échec de l'insurrection, les Allemands ont brûlé le côté ouest de la place et détruit la synagogue Aron Serdyner.

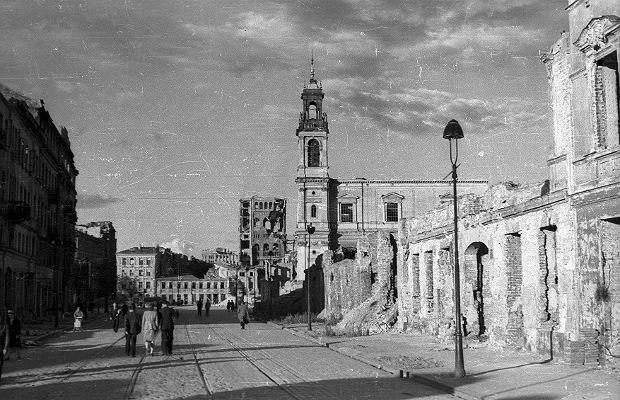
Vue sur l'église de la Place Grzybowski, dans les ruines de l'après-guerre.

### Présent
En dépit des plans de reconstruction d'après-guerre, qui envisageaient une reconstruction partielle de l'église et un grand marché, de nombreuses maisons et bâtiments ont été démolis et seule la Rue Próżna survécut et constitue un rare vestige de l'ancien ghetto. L'église a été reconstruite et de 1966 à 1967, un nouveau bâtiment post-moderne abritant le Théâtre Juif est construit, conçu par Bohdan Pniewski.Le théâtre a été démoli en avril 2017. La synagogue n'a pas été reconstruite : à sa place se dresse un immeuble de 44 étages, Cosmopolitan Twarda 2/4 . Il y a un monument aux combattants résistants polonais au centre de la place.
Les lignes de tramway n'existent plus, mais la restauration de la Place Grzybowski de 2009 à 2011 a fait apparaître les rails qui subsistent.
Un monument commémorant les Polonais qui ont sauvé des Juifs pendant la seconde Guerre Mondiale (les Justes) devrait être construit d'ici à 2015. Le monument, conçu par Piotr Musialowski, Paulina Pankiewicz et Michał Adamczyk sera financé par l'État et la ville.